# Forenzička psihologija
Forenzička psihologija je jedna od disciplina psihlogije u kojoj psiholozi primjenjuju psihologijska znanja i načela na pravna i forenzička pitanja i postupke, odnosno daju stručno mišljenje o mentalnom zdravlju pojedinaca koji su uključeni u neki pravni postupak.
Ovisno o prirodi pravnog postupka i osobama koje su u njega uključene, forenzički psiholozi provode kliničke intervjue, uvid u socijalnu povijest, psihologijska testiranja, opservaciju osuđenika/zatvorenika, pregled životnih zapisa, eventualne intervjue s trećim osobama (često ako se provodi "psihloška autopsija" tijekom koje se osim proučavanja životnih zapisa, vode intervjui s trećim osobama kako bi se došlo do spoznaje o psihičkom stanju preminule osobe prije smrti).